# Penrod Drilling
Penrod Drilling Company was een boormaatschappij die in 1936 werd opgericht door Haroldson Lafayette Hunt. De naam, net als zijn andere bedrijven beginnend met een P en bestaande uit zes letters, zou zijn voorgesteld door zijn dochter Margaret naar Penrod van Booth Tarkington.
In 1990-93 werd het bedrijf overgenomen door Energy Services Company (Ensco).

## Beginjaren

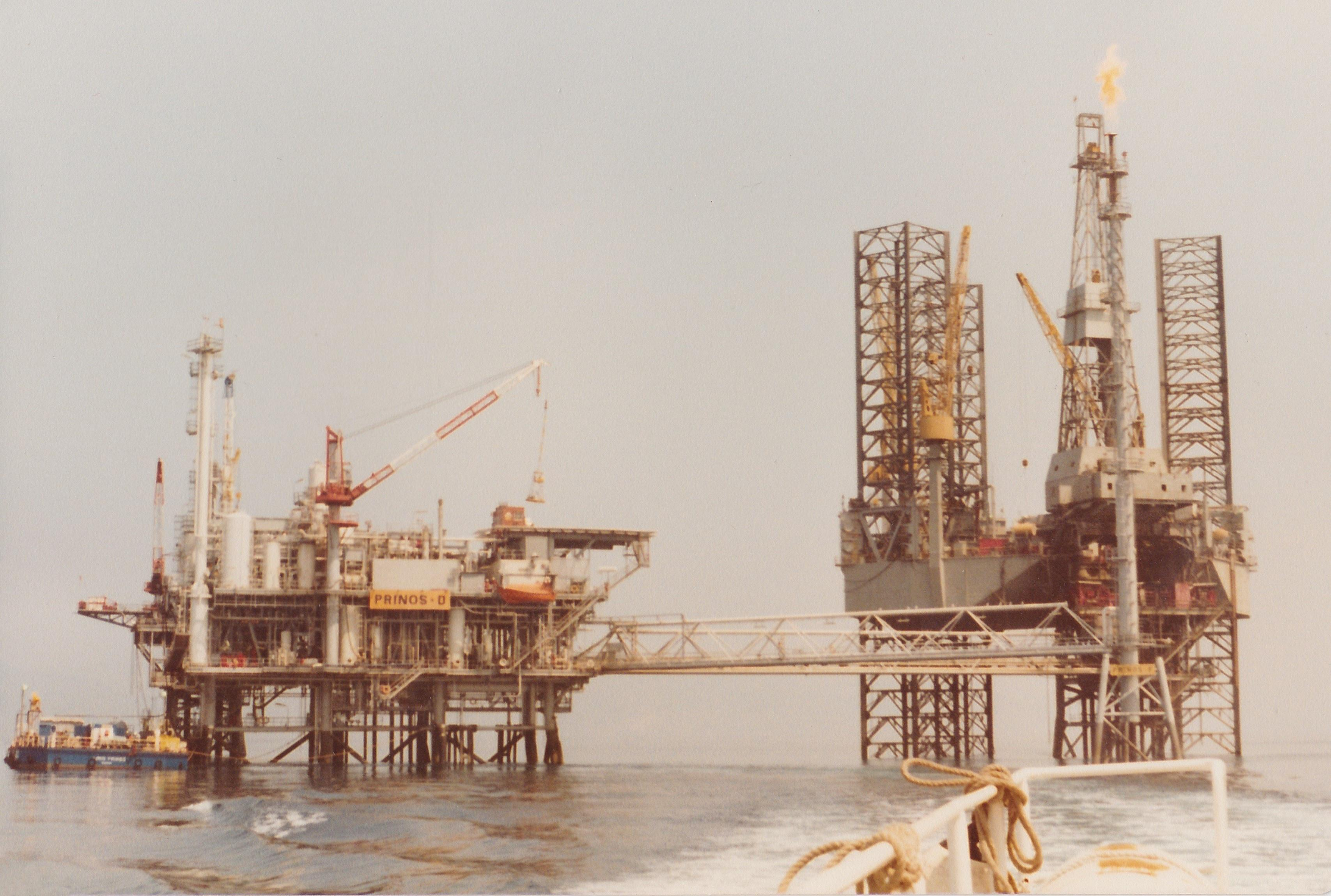
De Penrod 58 naast het Prinos D-platform in 1982

Hunt had in 1930 de put Daisy Bradford No. 3 overgenomen van "Dad" Joiner. Met deze put was het enorme Oost-Texasveld ontdekt. In 1934 zette hij Hunt Oil Company op. Zo zette hij een reeks bedrijven op voor zijn verschillende belangen, met Panola Pipeline voor zijn pijpleidingen en Parade Oil voor de kleine olieraffinaderij die hij over had genomen. Voor zijn kinderen zette Hunt Placid Oil en Penrod Drilling op.
In Penrod Drilling bracht Hunt de elf boortorens onder die hij tot dan toe bijeen had gebracht. Met deze stoominstallaties boorde hij voor zichzelf, maar ook voor anderen. Eind 1937 werd het hoofdkantoor verplaatst naar Dallas.
In 1948 droeg Hunt Penrod over aan zijn zoons Herbert, Bunker en Lamar. Deze gingen al snel de offshore in, aanvankelijk borend vanaf pontons en afzinkbare boorplatforms, maar al snel met de toen net ontwikkelde hefplatforms (jackups) van LeTourneau. Vanaf de jaren 1970 richtte het bedrijf zich ook op dieper water met halfafzinkbare platforms, zoals de Penrod 70. Het groeide zo uit tot een van de grootste boormaatschappijen ter wereld.

## Neergang
In 1974 overleed H.L. Hunt als een van de rijkste mensen ter wereld. Herbert, Bunker en Lamar probeerden in de jaren 1970 met het familiekapitaal de zilvermarkt te monopoliseren. Zij faalden hierin en moesten daarop geld lenen via Placid Oil en Penrod. Vanaf 1982 begon de olieprijs echter langzaam te dalen, om eind 1985 versneld te dalen. Dit maakte dat ze hun schulden niet konden voldoen, waarop dertien banken onder leiding van de Manufacturers Hanover Trust Company de broers in 1986 aanklaagden. In 1988 waren zij daarom gedwongen afstand te doen van 50% van hun aandelen en daarnaast 50 miljoen dollar en belangen in vastgoed te voldoen. Daarna werd het bedrijf overgenomen door Ensco en partners en R.D. Smith & Company die in 1990 het volledige belang in handen kregen. In 1993 verkreeg Ensco het volledige aandeel van de partners en Smith.

## Vloot
| Naam                             | Type                    | Ontwerp           | Werf                         | Jaar              | IMO     |
| -------------------------------- | ----------------------- | ----------------- | ---------------------------- | ----------------- | ------- |
|                                  |                         |                   | Avondale Shipyards, 319      | juli 1950         |         |
| Drill Barge No. 34               | Ponton                  |                   | Levingston Shipbuilding, 484 | 10 februari 1952  |         |
| Rig No. 37                       | Ponton                  |                   | Levingston Shipbuilding, 494 | 7 oktober 1952    |         |
|                                  | Ponton                  |                   | Levingston Shipbuilding, 522 | 15 oktober 1954   |         |
| Jim Garrison (Rig 45)            | Afzinkbaar boorplatform |                   | Levingston Shipbuilding, 538 | 12 september 1955 |         |
|                                  | Ponton                  |                   | Levingston Shipbuilding, 561 | 19 januari 1956   |         |
| W. H. (Bill) Dordan (Rig No. 46) | Afzinkbaar boorplatform |                   | Levingston Shipbuilding, 567 | 16 juni 1956      |         |
| Tom Sorrell                      | Afzinkbaar boorplatform |                   | Levingston Shipbuilding, 568 | 15 december 1956  |         |
| Jim Woodruff (Barge No. 48)      |                         |                   | Bethlehem, 6635              | 1957              |         |
| Penrod Rig 42                    | Ponton                  |                   | Avondale Shipyards, 889      | 11 juni 1957      |         |
| Penrod 50                        | Afzinkbaar boorplatform |                   | Levingston Shipbuilding, 578 | januari 1958      |         |
|                                  |                         |                   | Avondale Shipyards, 1032     | februari 1963     |         |
| Rig No. 44                       | Ponton                  |                   | Levingston Shipbuilding, 650 | 22 maart 1964     |         |
| Penrod 47                        | Posted barge            |                   |                              |                   |         |
| Penrod 47                        | Afzinkbaar boorplatform |                   |                              |                   |         |
| Penrod 48                        | Posted barge            |                   | Levingston Shipbuilding, 655 | 30 maart 1965     |         |
| Penrod 51                        | Afzinkbaar boorplatform |                   |                              |                   |         |
| Penrod 53                        | Jackup                  | LeTourneau 300    | LeTourneau Vicksburg, 27     | 10 juli 1965      | 8753512 |
| Penrod 54                        | Jackup                  | LeTourneau 300    | LeTourneau Vicksburg, 29     | 9 december 1965   |         |
| Penrod 55                        | Jackup                  | LeTourneau 150    | LeTourneau Vicksburg, 30     | 27 november 1965  |         |
| Penrod 56                        | Jackup                  | LeTourneau 300    | LeTourneau Vicksburg, 32     | 6 augustus 1966   | 8757972 |
| Penrod 57                        | Jackup                  | LeTourneau 150    | LeTourneau Vicksburg, 36     | 11 januari 1966   | 8756916 |
| Penrod 58                        | Jackup                  | LeTourneau 42     | LeTourneau Vicksburg, 42     | 15 oktober 1968   | 8753536 |
| Penrod 59                        | Jackup                  | LeTourneau 42     | LeTourneau Vicksburg, 43     | 5 februari 1969   | 8753548 |
| Penrod 60                        | Jackup                  | LeTourneau 53     | LeTourneau Vicksburg, 53     | 12 augustus 1971  | 8753550 |
| Penrod 61                        | Jackup                  | LeTourneau 53     | LeTourneau Vicksburg, 55     | 23 december 1971  | 8766985 |
| Penrod 62                        | Jackup                  | LeTourneau 53     | LeTourneau Vicksburg, 56     | 10 juni 1972      | 8753562 |
| Penrod 70                        | Semi                    | Penrod 70         | Hijos de J. Barreras         | november 1973     |         |
| Penrod 73                        | Semi                    | Pacesetter        | Hitachi Zosen                | 1982              | 8753677 |
| Penrod 74                        | Semi                    | Penrod 70         | FELS                         | 1974              |         |
| Penrod 71                        | Semi                    | Penrod 70         | LeTourneau Brownsville, 66   | 11 februari 1975  | 8753653 |
| Penrod 72                        | Semi                    | Penrod 70         | LeTourneau Brownsville, 67   | 17 september 1975 | 8753665 |
| Penrod 64                        | Jackup                  | LeTourneau 64     | LeTourneau Clydebank, 68     | 7 november 1973   | 8753586 |
| Penrod 75                        | Semi                    | Penrod 70         | LeTourneau Brownsville, 73   | 8 augustus 1976   | 8753691 |
| Penrod 66                        | Jackup                  | LeTourneau 84     | LeTourneau Vicksburg, 86     | 2 december 1975   | 8753603 |
| Penrod 65                        | Jackup                  | LeTourneau 84     | LeTourneau Clydebank, 87     | 23 september 1975 | 8753598 |
| Penrod 67                        | Jackup                  | LeTourneau 84     | LeTourneau Clydebank, 94     | 25 juni 1976      | 8753615 |
| Penrod 69                        | Jackup                  | LeTourneau 84     | LeTourneau Vicksburg, 95     | 9 juli 1976       | 8753639 |
| Penrod 68                        | Jackup                  | LeTourneau 84     | LeTourneau Brownsville, 96   | 18 oktober 1976   | 8753627 |
| Penrod 63                        | Jackup                  | LeTourneau 82SD-C | LeTourneau Vicksburg, 120    | 22 november 1977  | 8753574 |
| Penrod 80                        | Jackup                  | LeTourneau 116-S  | LeTourneau Clydebank, 121    | 4 augustus 1978   | 8753732 |
| Penrod 52                        | Jackup                  | LeTourneau 82SD-C | LeTourneau Vicksburg, 122    | 22 maart 1978     | 8766973 |
| Penrod 81                        | Jackup                  | LeTourneau 116-C  | LeTourneau Clydebank, 125    | 26 juni 1979      | 8753744 |
| Penrod 82                        | Jackup                  | LeTourneau 116-C  | LeTourneau Vicksburg, 127    | 10 januari 1979   | 8753756 |
| Penrod 83                        | Jackup                  | LeTourneau 82SD-C | LeTourneau Vicksburg, 128    | 3 mei 1979        | 8753768 |
| Penrod 84                        | Jackup                  | LeTourneau 82SD-C | LeTourneau Singapore, 163    | 1 juli 1981       | 8753770 |
| Penrod 85                        | Jackup                  | LeTourneau 116-C  | LeTourneau Singapore, 164    | 26 oktober 1981   | 8753782 |
| Penrod 86                        | Jackup                  | LeTourneau 82SD-C | LeTourneau Brownsville, 165  | 4 december 1981   | 8753794 |
| Penrod 87                        | Jackup                  | LeTourneau 116-C  | LeTourneau Vicksburg, 166    | 22 juni 1982      | 8753809 |
| Penrod 88                        | Jackup                  | LeTourneau 82SD-C | LeTourneau Brownsville, 168  | 22 maart 1982     | 8753811 |
| Penrod 90                        | Jackup                  | LeTourneau 82SD-C | LeTourneau Brownsville, 169  | 18 juni 1982      | 8753835 |
| Penrod 89                        | Jackup                  | LeTourneau 82SD-C | LeTourneau Vicksburg, 170    | 6 oktober 1982    | 8753823 |
| Penrod 91                        | Jackup                  | LeTourneau 82SD-C | LeTourneau Vicksburg, 171    | 14 januari 1983   | 8751722 |
| Penrod 92                        | Jackup                  | LeTourneau 116-C  | LeTourneau Singapore, 176    | 14 juli 1982      | 8753847 |
| Penrod 93                        | Jackup                  | LeTourneau 82SD-C | LeTourneau Singapore, 177    | 4 oktober 1982    | 8753859 |
| Penrod 94                        | Jackup                  |                   | Hitachi                      | 1981              |         |
| Penrod 95                        | Jackup                  |                   | Hitachi                      | 1981              | 8751148 |
| Penrod 96                        | Jackup                  |                   | Hitachi                      | 1982              | 8753861 |
| Penrod 97                        | Jackup                  |                   | Hitachi                      | 1982              | 8753873 |
| Penrod 201                       | Afzinkbaar boorplatform |                   | Vemar Shipyard, 103          | augustus 1982     | 8754255 |
| Penrod 202                       | Afzinkbaar boorplatform |                   | Vemar Shipyard, 104          | november 1982     | 8754267 |
| Penrod 203                       | Afzinkbaar boorplatform |                   | Vemar Shipyard, 105          | februari 1983     | 8754279 |
| Penrod 76                        | Semi                    | Bingo 3000        | NKK                          | 1983              | 8753706 |
| Penrod 77                        | Semi                    | Bingo 3000        | NKK                          | 1983              | 8753718 |
| Penrod 78                        | Semi                    | Super Pacesetter  | Hitachi Zosen, K-1030        | 1983              | 8753720 |
| Penrod 98                        | Jackup                  | LeTourneau 82SD-C | LeTourneau Brownsville, 213  | 24 december 1984  | 8752594 |
| Penrod 99                        | Jackup                  | LeTourneau 82SD-C | LeTourneau Brownsville, 214  | 6 mei 1985        | 8753885 |